# Ожившие легенды
«Ожившие легенды» — советский художественный фильм, снятый в 1976 году на студии «Грузия-фильм».

## Сюжет
XVI век. Жители Грузии сажают и жнут хлеб, возводят храмы, создают миниатюры к манускриптами, влюбляются, растят детей… Но всё это перечёркивает вторжение иноземцев. Мужчины уходят на войну, и многие остаются на поле брани. Но в народном сознании для мужчины погибнуть, сражаясь за свою Родину, лучше, чем умереть в собственной постели.

## Художественные особенности
В рамках общего сюжета фильм состоит из множества мелких эпизодов, порой весьма слабо между собой, что, однако, позволяет в достаточно коротком фильме создать обширную панораму жизни и чаяний грузинского народа.

## Премьера
Впервые премьера состоялась в 1976 году в Тбилиси.
В мае 1988 года состоялась премьера во Франции на Каннском кинофестивале.

## В ролях
- Зураб Капианидзе — Иване
- Темо Джапаридзе — Наскида
- Джемал Мониава — Кириле
- Иосиф Джавчлиани
- Темур Чхеидзе — монах
- Амиран Лондаридзе
- Нино Андриадзе
- Гурам Пирцхалава
- Григол Кабоснидзе
- Иван Шермадини
- Саната Чинчараули
- Асмат Моцонелидзе